# Pamięć dynamiczna (psychologia)
Pamięć dynamiczna – w psychologii jest to jeden z typów pamięci długotrwałej, wyróżniony ze względu na trwałość przechowywania.
Przykładowo, człowiek uczący się do egzaminu może odpowiedni materiał opanować doskonale. Zostaje on zgromadzony w pamięci długotrwałej. Jednak po upływie np. miesiąca stosunkowo wiele informacji zostaje zapomnianych. Są one bowiem przechowywane w LTM w postaci dynamicznej: muszą być ciągle powtarzane, aby były pamiętane.
Po odpowiednio długim procesie powtarzania (niekiedy liczonym w latach), zachodzą odpowiednie zmiany chemiczne i strukturalne (a być może także fizyczne) w mózgu. Informacja zostaje przechowana w postaci np. odpowiedniej struktury neuronów (pamięć strukturalna) i nie musi być więcej powtarzana, aby była pamiętana.
Warunkiem przejścia informacji z pamięci dynamicznej do pamięci strukturalnej jest proces konsolidacji. Można tu użyć metafory żywopłotu: jeśli przejdziemy przez żywopołot, gałązki wrócą na swoje miejsce. Jeśli jednak zrobimy to wielokrotnie – pozostanie trwały ślad, ścieżka, która jest metaforą zajścia procesu konsolidacji.